# Associació de la Dependència Mercantil
Associació de la Dependència Mercantil fou un sindicat creat a Barcelona el 9 de juny de 1898 que reivindicava l'associació dels dependents de comerç, la limitació de les hores de treball i el descans dominical. Impulsà la creació de la Federació Espanyola de Dependents del Comerç i el 1907 participà en la fundació de Solidaridad Obrera. També participà en la Primera Assemblea de Dependents de Catalunya celebrada a Barcelona del 12 al 13 d'abril de 1913, on hi fou representada per Pere Regull, i poc després s'integrà en el CADCI.